# Orchid Enclave
Pour les articles homonymes, voir Orchid et Enclave.
L'Orchid Enclave est un gratte-ciel en construction à Mumbai en Inde. Ils s'élèvera à 210 mètres. Les travaux sont actuellement suspendus.